# Insomnia (roman)
Insomnia este un roman de groază-fantastic de Stephen King publicat inițial de editura Viking în septembrie 1994. La fel ca în romanele Orașul bântuIT și Dreamcatcher, acțiunea acestui roman are loc în orașul fictiv Derry, Maine

## Ecranizări
Potrivit unor interviuri cu regizorul Rob Schmidt (renumit pentru Wrong Turn), acesta a declarat că "voi face filmul mai ales pentru că King era un mare fan al Wrong Turn!". Conform site-ului  IMDb, nu au început filmările la acest film.